# 장 조르카에프
장 초우키 조르카에프(프랑스어: Jean Tchouki Djorkaeff, 1939년 10월 27일 ~ )는 폴란드계 프랑스의 전 축구 선수이다. 그는 프랑스 축구 국가대표팀으로 48경기 3골을 기록했으며 1966년 FIFA 월드컵에도 참가하였다. 그리고 그의 아들인 유리 조르카에프 역시 프랑스 대표팀으로 활약했으며, 장 조르카에프가 하지 못 했던 조국 프랑스의 우승에도 기여했다. 1966년 월드컵 당시 파블로 포를란의 우루과이와 맞대결을 펼쳤고, 36년 뒤인 2002년 FIFA 월드컵에서 그들의 아들들인 유리와 디에고 포를란이 맞대결을 펼친 것으로 알려져 있으나, 1966년의 대결에선 장만이 선발로 나와서 뛰었으며 2002년의 대결에선 그들의 아들 모두 출전하지 못 했다.
또한 그는 칼미크인으로 알려져있다.